# Norn
För andra betydelser, se Norn (olika betydelser).
Norn var ett västnordiskt språk som tidigare talades på Shetlandsöarna och Orkneyöarna. Liksom isländska och färöiska utvecklades norn ur de fornnorska dialekter som de vikingatida nybyggarna, som främst kom från Västnorge, förde med sig.

## Utträngning av språket
På Shetlandsöarna började norn under 1500-talet långsamt trängas ut av lågskotska, men språket levde kvar ända in på början av 1800-talet. Dialekten på Shetlandsöarna och Orkneyöarna är fortfarande starkt präglad i tonfall och ordförråd av det nordiska inflytandet.
Det finns entusiaster som vill och planerar att återuppliva norn, så kallat nynorn.
Det finns inte mycket skrivet på norn. När det började dokumenteras var det redan på stark nedgång. På 1800-talet for den färöiske språkforskaren Jakob Jakobsen till Shetlandsöarna och samlade en stor samling texter och material på norn. Det var bland annat dikter, vaggvisor, gåtor och ord, varav tio tusen nordiska ord som fanns kvar i den lågskotska dialekt som talades på ön. Allt detta publicerade han sedan i den etymologiska ordboken Etymologisk Ordbog over det norrøne Sprog på Shetland, som gavs ut efter hans död 1918. Den översattes senare till engelska i slutet av 1920-talet. Ungefär samtidigt gav den orkneyöländske forskaren Hugh Marwick ut Orkney Norn, som innefattade över 3000 ord på lågskotska av nordiskt ursprung.

### Jämförelse mellan nordiska språk, med hjälp avHerrens bön
| Orkneynorn (Avskrift efter Wallace; 1700) Favor i ir i chimrie, Helleur ir i nam thite, gilla cosdum thite cumma, veya thine mota vara gort o yurn sinna gort i chimrie, ga vus da on da dalight brow vora Firgive vus sinna vora sin vee Firgive sindara mutha vus, lyv vus ye i tumtation, min delivera vus fro olt ilt, Amen.                                                                    | Shetlandsnorn (Avskrift efter Low; 1774) Fy vor or er i Chimeri. Halaght vara nam dit. La Konungdum din cumma. La vill din vera guerde i vrildin sindaeri chimeri. Gav vus dagh u dagloght brau. Forgive sindorwara sin vi forgiva gem ao sinda gainst wus. Lia wus ikè o vera tempa, but delivra wus fro adlu idlu. For do i ir Kongungdum, u puri, u glori, Amen |  |
| Fornnordiska: Faþer vár es ert í himenríki, verði nafn þitt hæilagt Til kome ríke þitt, værði vili þin sva a iarðu sem í himnum. Gef oss í dag brauð vort dagligt Ok fyr gefþu oss synþer órar, sem vér fyr gefom þeim er viþ oss hafa misgert Leiðd oss eigi í freistni, heldr leys þv oss frá öllu illu.                                                                                          | Färöiska: Faðir vár, Tú, sum ert í Himli. Heilagt verði navn Títt. Komi ríki Títt. Verði vilji Tín, sum í Himli, so á jørð. Gev okkum í dag okkara dagliga breyð. Og fyrigev okkum syndir okkara, so sum vit eisini fyrigeva teimum, ið móti okkum synda. Leið okkum ikki í frestingum, men frels okkum frá tí illa.                                               |  |
| Isländska (Þorvaldur Bjarnarson, 1878) Faðir vor, þú sem ert á himnum. Helgist þitt nafn, til komi þitt ríki, verði þinn vilji, svo á jörðu sem á himni. Gef oss í dag vort daglegt brauð. Fyrirgef oss vorar skuldir, svo sem vér og fyrirgefum vorum skuldunautum. Og eigi leið þú oss í freistni, heldur frelsa oss frá illu. Því að þitt er ríkið, mátturinn og dýrðin að eilífu, amen.         | Nynorska Fader vår, du som er i himmelen! Lat namnet ditt helgast. Lat riket ditt koma. Lat viljen din råda på jorda så som i himmelen. Gjev oss i dag vårt daglege brød. Forlat oss vår skuld, som vi òg forlèt våre skuldmenn. Før oss ikkje ut i freisting, men frels oss frå det vonde. For riket er ditt, og makta og æra i all æve. Amen.                    |  |
| Nusvenska (1917 års bibelöversättning) Fader vår, som är i himmelen, Helgat varde ditt namn. tillkomme ditt rike; ske din vilja, såsom i himmelen, så ock på jorden. vårt dagliga bröd giv oss idag; och förlåt oss våra skulder, såsom ock vi förlåta dem oss skyldiga äro; och inled oss icke i frestelse utan fräls oss ifrån ondo. Ty riket är ditt och makten och härligheten i evighet, amen. | Äldre nysvenska 1695 års psalmbok Fader wår som äst i Himlom. Helgat warde titt Namn. Tilkomme titt Rijke. Ske tin wilie såsom i Himmelen så ock på jordene. Wårt dagliga brödh gif oss i dagh. Och förlåt oss wåra skulder såsom ock wij förlåte them oss skyldige äro. Och inled oss icke vthi frestelse. Vtan fräls oss ifrån ondo. Amen                        |  |

## Nynorn
Nynorn är namnet på ett förslag att återuppliva en form av språket norn. Nynorn är mest omtalat på Shetlandsöarna och Orkneyöarna, men det pågår inte någon stor språkväckelse.

### Aktuell status
På Shetlandsöarna betraktas norn allmänt som en intressant del av den fornnordiska regionens historiska arv.
Det finns dock lite intresse för idén om väckelse, men det finns förslag om att försöka sprida införandet av ett modernt nynorn. En handfull nornentusiaster på Shetlandsöarna och Orkneyöarna studerar det historiska språket. Den shetländska poeten och författaren Robert Alan Jamieson har försökt återuppliva det utdöda språket i sin diktsamling Shoormal. Han skriver om utplåningen av norn på Shetlandsöarna och menar att om norn hade överlevt på samma sätt som skotsk gaeliska i Skottland, skulle idén om att skydda och främja språket sannolikt ha varit attraktiv för många på Shetlandsöarna och Orkneyöarna idag. Eftersom norn har varit utdött i många generationer anser de flesta på Shetlandsöarna och Orkneyöarna att idén att konstruera en konstgjord modernisering av norn som irrelevant för deras nuvarande behov.